# منشأة الشريكين
منشأة الشريكين أو الشريكين اختصاراً كما يُطلِق عليها أهلها، قرية تابعة للوحدة المحلية لقرية شبرا باص، التابعة مركز شبين الكوم، التابع لمحافظة المنوفية بجمهورية مصر العربية.

## السكان
بلغ عدد سكان منشأة الشريكين 2,075 نسمة، حسب الإحصاء الرسمي لعام 2006.